# Neottieae
A Neottieae a spárgavirágúak (Asparagales) rendjébe sorolt kosborfélék (avagy orchideafélék, Orchidaceae) Epidendroideae alcsaládjának egyik nemzetségcsoportja mintegy nyolc nemzetséggel.

## Rendszertani felosztásuk
A hat nemzetséget két al-nemzetségcsoportba osztják:
- Limodorinae Benth. al-nemzetségcsoport négy nemzetséggel
  - Aphyllorchis,
  - madársisak (Cephalanthera)
  - nőszőfű (Epipactis),
  - gérbics (Limodorum);
- Listerinae Lindl. ex Meisn. al-nemzetségcsoport két nemzetséggel
  - békakonty (Listera)
  - madárfészekkosbor (Neottia).
- Tisztázatlan helyzetű nemzetségek:
  - Palmorchis,
  - Thaia.

## Megjelenésük, felépítésük
Valamennyi faj levelei tagolatlanok. A rügyben a levelek redősek, lemezeik egymásra hajolva begöngyölődnek (konvolutív türemlés).
A csoport legfigyelemreméltóbb jellegzetessége a pollen alakja: virágporuk vagy tetrádként (négyesével) terjed, vagy ragadós nyálkába ágyazva, vagy pedig szilárd szemecskék alakjában egy központi oszlopocska körül tömörül úgy, hogy egyetlen rovar kiránthatja a portokrekesz összes pollenét. A portok vagy rövid porzószálon ül, vagy széles alappal ered a bibeoszlopról. Egyes fajok porzója a bibeoszlop hátoldalához fekszik; ilyenkor az a csúcsán nyitott. A pollentömeget és a csőröcske (rosztellum) által termelt ragadós alapanyagot a fernikulum és az appendikulum kapcsolja össze. Az egyes részecskék kapcsolódását a nyelecske (stipes) szövetsávja közvetíti.